# Бахани (Тверская область)
Бахани  — хутор в Торжокском районе Тверской области. Входит в состав Будовского сельского поселения.

## География
Находится в центральной части Тверской области на расстоянии приблизительно 12 км на северо-восток по прямой от районного центра города Торжок у выработанных карьеров.

## История
В 1859 году здесь (тогда деревня Новоторжского уезда Тверской губернии) было учтено 4 двора, в 1924 — 8. До 2017 года входила в Большепетровское сельское поселение.

## Население
Численность населения: 22 человека (1859 год), 0 как в 2002 году, так и в 2010.